# Gubei (köpinghuvudort i Kina, Jiangxi Sheng, lat 25,33, long 115,10)
Gubei är en köpinghuvudort i Kina. Den ligger i provinsen Jiangxi, i den sydöstra delen av landet, omkring 380 kilometer söder om provinshuvudstaden Nanchang. Antalet invånare är 32 335. Befolkningen består av 15 847 kvinnor och 16 488 män. Barn under 15 år utgör 22,0 %, vuxna 15-64 år 69 %, och äldre över 65 år 8,0 %.
Runt Gubei är det ganska tätbefolkat, med 199 invånare per kvadratkilometer. Närmaste större samhälle är Anxi, 14,9 km söder om Gubei. I omgivningarna runt Gubei växer i huvudsak blandskog.
Genomsnittlig årsnederbörd är 1 895 millimeter. Den regnigaste månaden är maj, med i genomsnitt 339 mm nederbörd, och den torraste är oktober, med 17 mm nederbörd.